# Kostel svaté Maří Magdalény (Volary)
Římskokatolický kostel svaté Maří Magdalény na katastrálním území Volary postavil podle plánů Antona Erharda Martinelliho stavitel František Jakub Fortin v barokním slohu v osadě Svatá Magdaléna na místě poutní kaple ze 16. století. Svěcení kostela se uskutečnilo 22. července 1754. Chrám je chráněn jako kulturní památka České republiky. Kostel náleží k římskokatolické farnosti Zbytiny.
Kostel se nachází na severovýchodním svahu hory Větrný v Želnavské hornatině v nadmořské výšce 890 m a tvoří výraznou a zdálky viditelnou dominantu v krajině, neboť se zvedá o více než 100 m nad údolím Blanice u Zbytin. Do počátku 14. století tudy procházela původní trasa prachatické větve obchodní Zlaté stezky (v první polovině 14. století přeložena více na západ přes Volary) a u pramene v místě dnešní Svaté Magdalény patrně bývalo odpočinkové místo. Roku 1395 je zde zmiňována poustevna s kapličkou. Za časů husitských válek byla kaple pobořena, znovu se o ní v historických pramenech mluví až v souvislosti se zbudováním tří selských dvorů u sklářské huti, uváděné jako „u sv. Magdaleny“, v 16. století. V 17. století kaple sloužila jako poutní místo, neboť se šířila pověst o zázračné moci zdejšího pramene a několik poutníků se zde údajně zázračně uzdravilo. V roce 1648 namaloval Johann Otto, který byl Eggenberským dvorním malířem, do kaple za 60 zlatých prostřední oltářní obraz sv. Maří Magdalény. V roce 1716 věnovali volarští lidé se svolením Marie Ernestiny z Eggenbergu nový oltář sv. Maří Magdalény s obrazem sv. Maří Magdalény s křížem. Roku 1739 je kaple uváděna jako chátrající, a tak Josef I. Adam ze Schwarzenbergu inicioval výstavbu nového kostela, která byla nakonec provedena až v letech 1752-1754 (k dokončení tak došlo sedm let po smrti autora návrhu, Antonia Erharda Martinelliho). Podle pověsti v místě nynějšího oltáře rostla lípa, která musela být pokácena. Dřevorubec však v jejím kmeni nalezl ukrytou sošku sv. Magdaleny. Po přenesení sošky do Zbytin se tajemně vždy sama vracela zpět. Do roku 1891 patřil poutní kostel do farnosti Volary. Ve stejném roce vznikla farnost Zbytiny a sem jako filiální kostel náleží stále. Po roce 1948 kostel chátral, hrozila i jeho demolice. V letech 1994–1995 byl kostel obnoven zásluhou spolku Adalberta Stiftera z Augsburgu a zásluhou pana Otty Langa, rodáka z Dolní Sněžné, předsedy spolku svaté Magdalény, který zorganizoval sbírku mezi svými krajany na záchranu poutního kostela.